# استاد (گناباد)
استاد، روستایی از توابع بخش کاخک شهرستان گناباد در استان خراسان رضوی ایران است.

## موقعیت
روستای استاد در جنوب شرقی شهرستان گناباد و در فاصله تقریبی ۳۴ کیلومتری از این شهرستان و ۱۳ کیلومتری شرق شهر کاخک است.

## جمعیت
این روستا در دهستان کاخک قرار دارد و براساس سرشماری مرکز آمار ایران در سال ۱۳۸۵، جمعیت آن ۳۰۳ نفر (۱۰۹خانوار) بوده‌است. جمعیت روستا در سال ۱۳۴۸ حدود ۸۰۰ نفر بوده‌است. جمعیت این روستا بر اساس سرشماری سال ۱۳۵۵ که اولین سرشماری پس از زلزله می‌باشد ۶۱۸ نفر و در سرشماری سال ۱۳۸۵ ،۳۰۳ نفر بوده‌است.

## آثار تاریخی
حمام این روستا در سال ۱۳۸۴ در فهرست آثار باستانی ایران به ثبت رسید.
قلعه استاد

## اقتصاد
از محصولات عمده کشاورزی روستا می‌توان به انار، انگور، انجیر، توت، زرد آلو، بادام، هندوانه، خربزه، گندم، جو، ارزن، زعفران، پنبه ، زیره سبز، چغندر، و شلغم اشاره کرد.